# Ovansjö kyrka
Ovansjö kyrka är en kyrkobyggnad i Kungsgården en knapp mil väster om Sandviken. Den tillhör Ovansjö församling i Uppsala stift.

## Kyrkobyggnaden
Ovansjö kyrka består av långhus med rakt avslutat kor i öster, i väster ett trubbigt torn och i öster bakom koret en tillbyggd sakristia. Långhuset är utvändigt prytt med pilastrar och har brutet tak.
Huvudingången ligger i väster med glasdörrar i entrén till långhuset, Kyrkan har en ljus interiör med stora rundbågade fönster och tunnvälvt tak. Interiören domineras av den stora altaruppsatsen i barockstil bestående av målningar i en snidad omramning. Även predikstolen är ett snidesarbete. Kyrkan äger många medeltida skulpturer och en gotländsk dopfunt, som är samtida med den första stenkyrkan.

## Historik
Ovansjö första stenkyrka började byggas vid mitten av 1200-talet. Tidpunkten styrks bl.a. av innehållet i en inventarielista från 1296, upprättad av kaniken Benno i Uppsala. Där finns också det tidigaste kända omnämnandet av Ovansjö socken. Först uppfördes en rektangulär byggnad med små rundbågiga fönster och innertak av trä. Den innehöll långhus och rakt avslutat östligt kor. I södra väggen fanns en ingångsportal, som ännu är bevarad.
Under de två följande århundradena tillkom en sakristia vid nordväggen och ett vapenhus vid sydväggens ingångsportal. Någon gång under medeltiden utvidgades kyrkan troligen åt öster. Under 1400-talet slogs tegelvalv.
År 1645 insattes ankarband för att staga upp väggarna och år 1662 installerades en predikstol tillverkad av Ewerdt Friis. År 1665 togs fönstren upp och interiören vitlimmades. Tjugo år senare, 1685, fick kyrkan även en ingång från väster. Västportalen gjordes i röd sandsten och donerades av Isac Mackey och Anna Leufstadia. Två år därefter tillverkades nya kyrkbänkar och ett nytt korskrank tillkom med pyramider av Jöran Snickare. År 1688 revs klockstapeln och en ny uppfördes. År 1690 insattes en altaruppsats och samma år ritade Ulf Christoffersson av kyrkans exteriör.
Under 1700-talet behövdes det mer utrymme i kyrkan och 1713 byggdes därför en läktare för kvinnor. Trappan upp till predikstolen försågs 1743 av Petter Blom från Gävle, med kraftiga kolonner försedda med vinrankor.
Emellertid var det fortfarande trångt och man diskuterade en större ombyggnad. Uppdraget att utarbeta planer för en sådan gick till stadsbyggmästare Daniel Lundkvist i Gävle, och i augusti 1759 kunde ombyggnaden påbörjas. Norra och västra kyrkmurarna revs och nya uppfördes utanför. I detta arbete deltog dagligen mellan 80 och 150 man. långhuset försågs med tunnvalv av tegel, sydväggens vapenhus revs och den skulpterade kalkstensportalen från 1200-talet flyttades till sin nuvarande plats mitt på väggen. Väster om långhuset byggdes ett torn och öster om koret en ny sakristia. År 1763 var ombyggnaden klar.
Redan efter tio år fick man åtgärda sprickor i valven och åren 1895–1897 vidtogs under ledning av stadsarkitekten E. A. Hedin i Gävle en restaurering och renovering, som bl.a. innebar att man murade ett tvärställt tunnvalv över koret. Väggarna beströks invändigt med brun oljefärg och valvet försågs med schablonmålningar i blått och brunt. På grund av sprickor i väggarna så fick  en ny grund göras på norra sidan där den östra hönan fick stötas upp betydligt. Arbetet leddes av byggmästare N. P. Andersson som även ledde snickeriarbetena. En ny läktare gjordes med två spiraltrappor av gjutjärn som ledde ditupp. Nya öppna och bekväma bänkar anskaffades. Måleriarbetena i kyrkan utfördes av målarmästare Johan Otto Gottfrid Boltzius (1849-1903) i Gävle. Bildhuggeriarbetena utfördes av Karlström hos firma Wilhelm Hoffman i Stockholm. Renovering av altartavlan, predikstolen och en mängd andra tavlor utfördes av dekorationsmålaren Karlgren från dekorationsmålarfirman Berg i Stockholm. Under arbetena 1895-97 fann man under golvet flera kistor med balsamerade lik.
Efter ritningar av arkitekt J. Thomé gjordes 1963–1964 en förnyad restaurering. Valvet förstärktes och 1800-talets interiörmålningar togs bort. I stället försågs väggar och valv med ljus puts. Under detta arbete upptäcktes stenar med rester av medeltida kalkmålningar, som lämnats kvar vid ombyggnaderna under 1700-talet, men som nu blästrades bort. Det vidtogs också en renovering av vapenhusets innerdörrar. Dessa är numera av glas i järnomfattning.

## Inventarier
- Dopfunt av kalksten, musselcuppstyp, från 1200-talets andra hälft, (bild).
- Träskulptur av ek, Den heliga Birgitta, nordtyskt arbete från 1500-talets första fjärdedel, (bilder).
- Träskulptur av ek, madonna, norskt arbete från mitten av 1200-talet, (bilder).
- Träskuptur av ek, madonna, arbete från Mälardalen från 1400-talets andra hälft, (bilder).
- Triumfkrucifix, arbete i Norrland från 1400-talets första hälft, (bilder).
- Reliefer av ek ur altarskåp från verkstad i Mälardalen under 1400-talets andra hälft, (bilder).
- Predikstol från 1662 av träsnidare Ewerdt Friis. På korgen skulpturer av Kristus och sex apostlar, på ljudtaket änglar med pinoredskap och högst upp en bild av Kristus som världens frälsare. Kolonnerna med vinrankor gjordes 1743 av Petter Blom.
- Altaruppsats från 1690 i barockstil (bild). Ramverket är skulpterat av Johum Lütkenschwager. Bland de snidade figurerna finns Simon Petrus med nyckeln och Paulus med svärd. De ingående oljemålningarna av Johan Wulf visar Nattvarden, Jesu korsfästelse och Gravläggningen. I den översta målningen en infälld urtavla från 1742. Överst på altaruppsatsen den segrande Kristus stående på draken med korsfanan i vänsterhanden.
- Ljuskrona av malm med 16 ljuspipor, inköpt 1662 från Skultuna.
- Runstenar från vikingatiden, inmurade i kyrkväggen 1963–1964.
- Järnbeslagen dörr i portalen till sakristian. Dörren torde ursprungligen ha suttit i någon av den medeltida kyrkans portaler.
- Fönster i sakristian med glasmålning av konstnären Sven Lundqvist, Ovansjö.
- Storklockan, enligt uppgift gjuten 1670 av Johan Meijer.
- Mellanklockan från 1901.
- Lillklockan från 1806.

## Orglar

### Cahmanorgeln
- 1714: Orgelbyggare Johan Niclas Cahman, Västerås, bygger en mekaniskt 1-manualig piporgel utan pedal. Fasaden ljudande utom i de övre mellanfälten.

Disposition (enligt Hülphers ms):
Kronologi:
- 1742: Orgelverket flyttades från korläktaren till övre västläktaren.
- 1747: Fasadpipornas labier försågs med gubbfigurer av Johan Bring, Gävle, som också målade och förgyllde orgelfasaden.
- 1756: Rengöring av A. Bäckman.
- 1762: Orgelverket flyttades till den nybyggda kyrkans västläktare.
- 1789: Orgeln såldes till Årsunda kyrka.

### Ekengrenorgeln
- 1789: Orgelbyggare Jonas Ekengren, Stockholm, byggde en 18-stämmig orgel med egen ritad fasad.

### Setterquistorgeln
- 1896-1897: E. A.Setterquist & Son, Örebro, byggde en ny orgel med mekanisk traktur. Fasaden ritad av arkitekt Erik Alfred Hedin. Fasaden hållen i rennässansstil med bildhuggeriarbeten kanske av ornamentsbildhuggaren Olof Debrun (f. 1853), mångårig arbetare hos Setterquist. Orgeln skänktes till församlingen av Ovansjö sparbank och kostade 12 000 kr. Den 24-stämmiga orgeln avsynades 28 april 1897 av musikdirektör Johan Fredrik Lagergren i Ockelbo.[1]

Disposition:
| Manual I         | Manual II         | Pedal            |
| Borduna 16’      | Basetthorn 8’     | Violon 16’       |
| Principal 8'     | Rörflöjt 8’       | Subbas 16’       |
| Flöjt 4’         | Oktava 4’         | Borduna 8’       |
| Kvinta 2 2/3’    | Waldflöjt 2’      | Oktava 4’        |
| Oktava 2’        | Larigot 1 1/3’    | Nachthorn 2’     |
| Ters 1 3/5’      | Sifflöjt 1’       | Terzian II chor. |
| Mixtur III chor. | Cymbel II chor.   | Basun 16’        |
| Trumpet 8’       | Crescendosvällare |                  |

1964: Gustaf Hagströms orgelverkstad, Härnösand, bygger om och ut orgeln bakom Hedins fasad till 31 stämmor på 3 manualer och pedal. Mekaniska slejflådor med elektriska koppel.
Disposition:
| Manual I         | Manual II        | Manual III     | Pedal            | Koppel |
| Borduna 16’      | Salicional 8’    | Gedakt 8’      | Subbas 16’       | I/P    |
| Principal 8'     | Rörflöjt 8’      | Kvintadena 8’  | Kvintbas 10 2/3’ | II/P   |
| Borduna 8’       | Principal 4’     | Spetsgedakt 4’ | Bordun 8’        | III/P  |
| Oktava 4’        | Waldflöjt 2’     | Svegel 2’      | Oktava 4’        | II/I   |
| Flöjt 4’         | Nasard 1 1/3’    | Sifflöjt 1’    | Nachthorn 2’     | III/I  |
| Kvinta 2 2/3’    | Zimbel III chor. | Mixtur V chor. | Mixtur III chor. | III/II |
| Oktava 2’        | Krumhorn 8’      | Rankett 16’    | Basun 16’        |        |
| Ters 1 3/5’      | Tremulant        | Tremulant      |                  |        |
| Mixtur III chor. |                  |                |                  |        |
| Trumpet 8’       |                  |                |                  |        |

### Kororgeln
1977: Firma Grönlunds orgelbyggeri, Gammelstad, installerar en kororgel med mekaniska slejflådor. Den flyttas till Hammarby kapell 2006.
Disposition:
| Manual C-g³          | Pedal C-f¹ | Koppel    |
| Gedackt 8’, B/D      | Subbas 16’ | Man./ped. |
| Principal 4', B/D    |            |           |
| Rörflöjt 4’, B/D     |            |           |
| Waldflöjt 2’, B/D    |            |           |
| Cymbel II chor., B/D |            |           |
| Dulcian 8’, B/D      |            |           |

### Allenorgeln
År 2004 installeras en amerikansk digitalorgel, Allen R380, av Svensk orgelkonsult AB. Den uppgraderas 2013 till Allen Q390.

## Bildgalleri

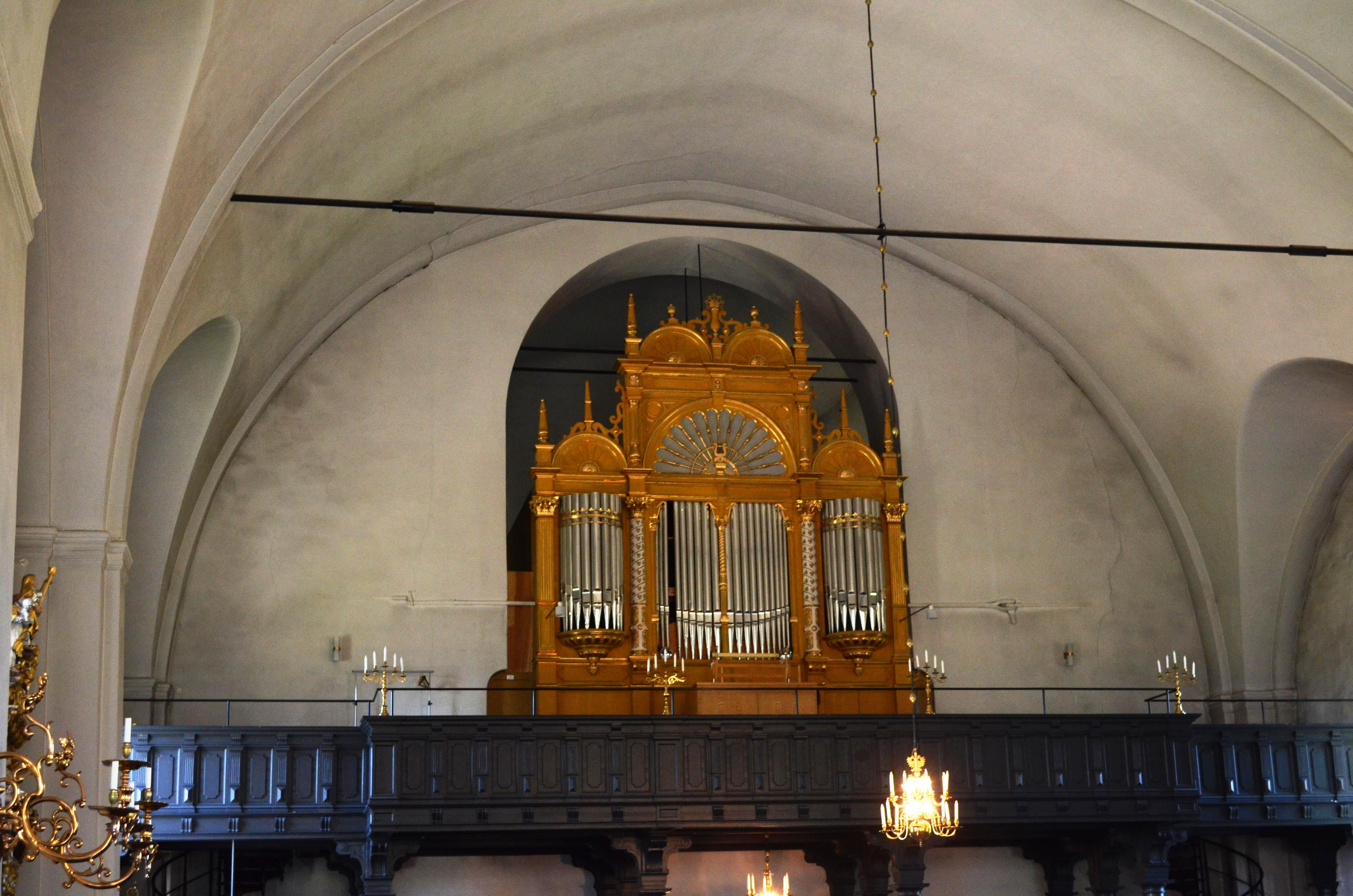
Ovansjö kyrkas kyrkorgel
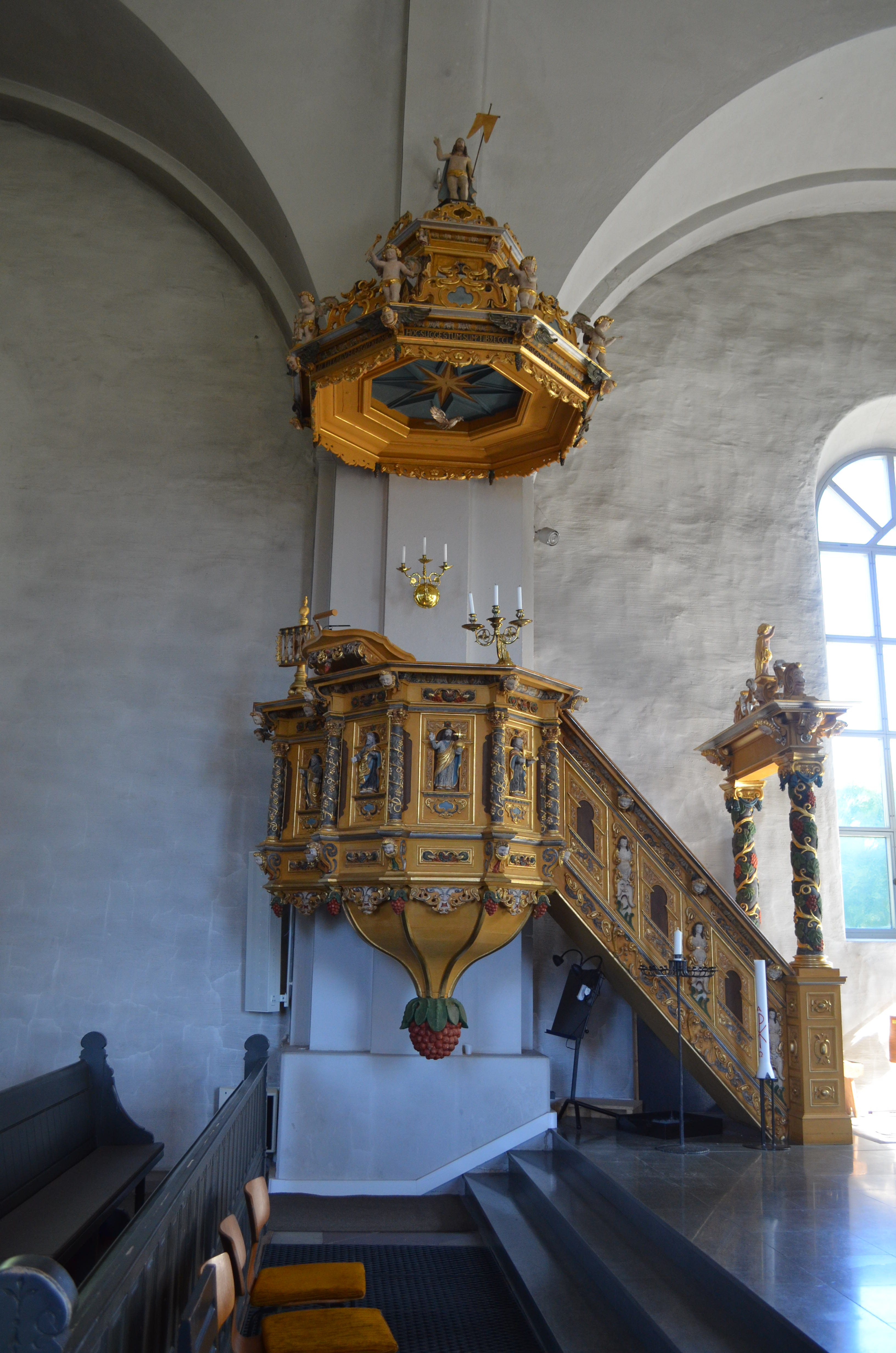
Ovansjö kyrkas predikstol
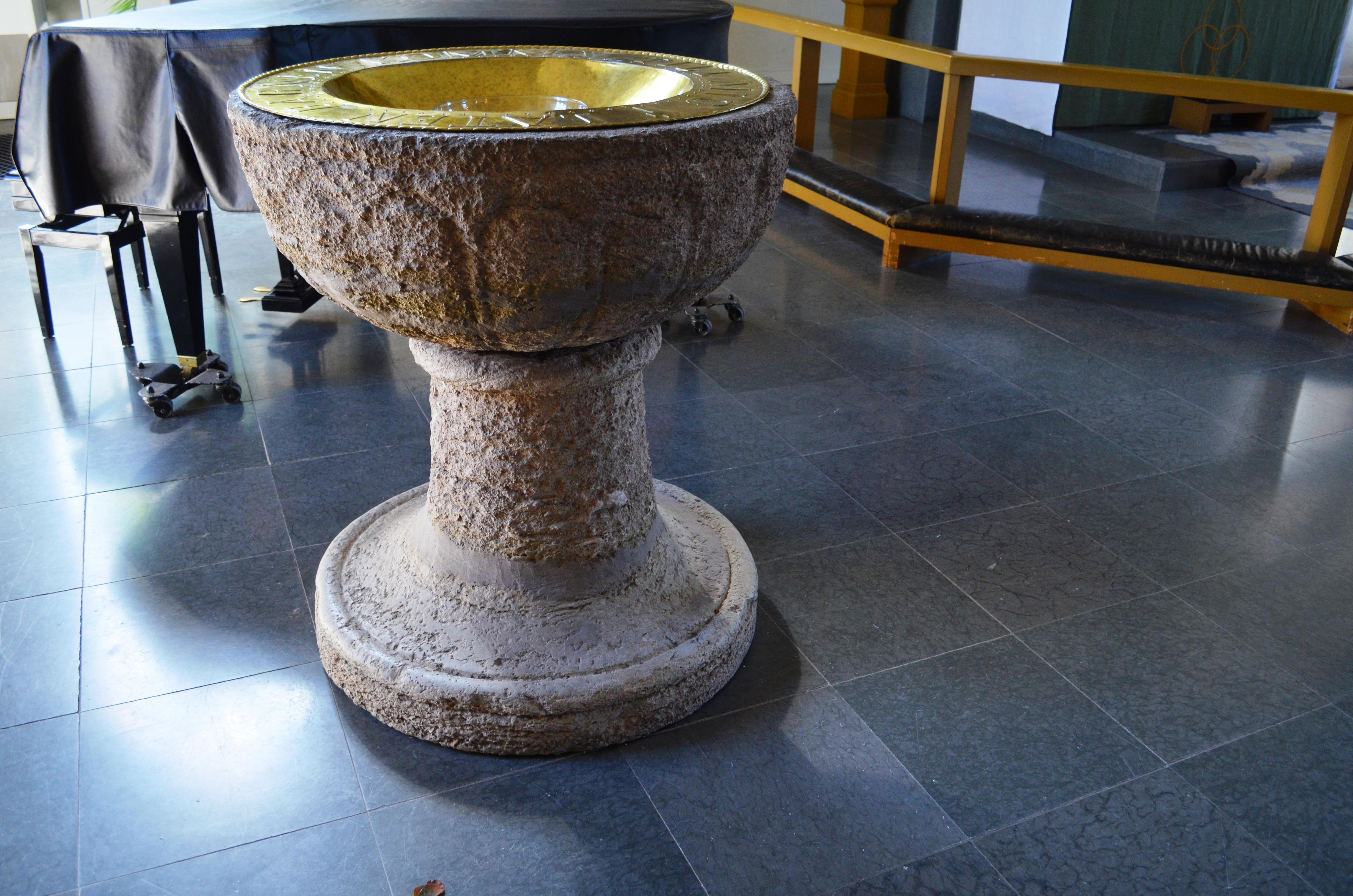
Ovansjö kyrkas dopfunt
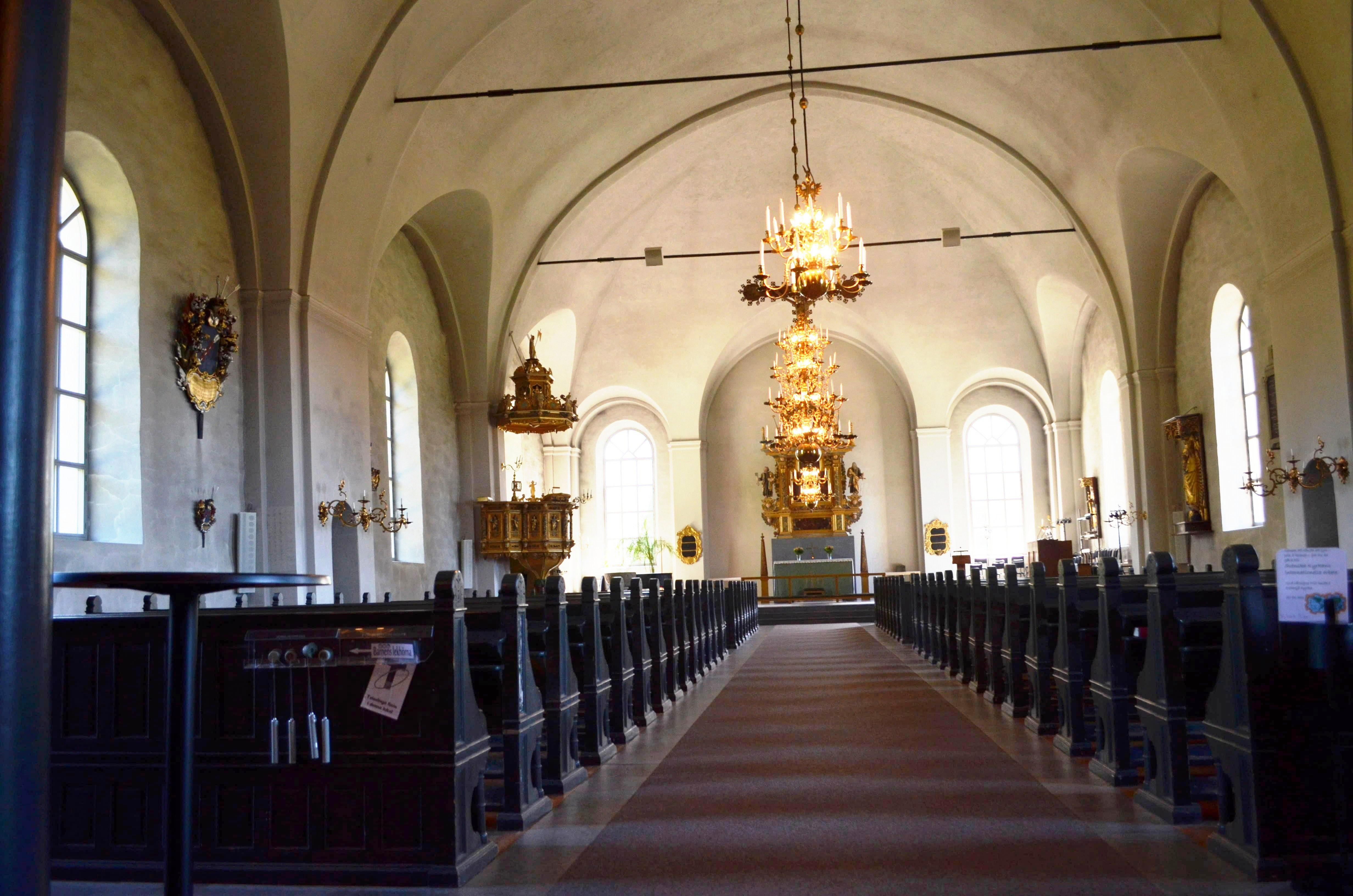
Ovansjö kyrkas kyrksal